# Sui Southern Gas Company FC
Der Sui Southern Gas Company Football Club, auch bekannt als SSGC oder Sui Southern Gas, ist ein pakistanischer Werksverein der Sui Southern Gas Company. Beheimatet ist der Verein in der Hauptstadt Karatschi. Der Verein spielt in der höchsten Liga des Landes, der Pakistan Premier League.

## Erfolge
- Pakistan Football Federation League: 2009/10
- PFF Cup

Finalist: 2019, 2020

## Stadion
Der Verein trägt seine Heimspiele im KPT Stadium in Karatschi aus. Das Stadion hat ein Fassungsvermögen von 15.000 Personen.

## Trainerchronik
Stand: Mai 2022
| Trainer     | Nation   | von         | bis   |
| ----------- | -------- | ----------- | ----- |
| Tariq Lutfi | Pakistan | Januar 2018 | heute |